# Bodyart

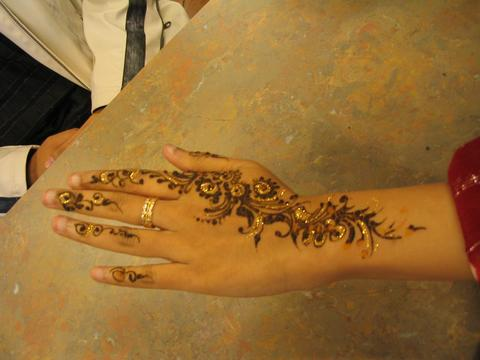
Marokkaanse beschildering van de handen met henna: Mehndi

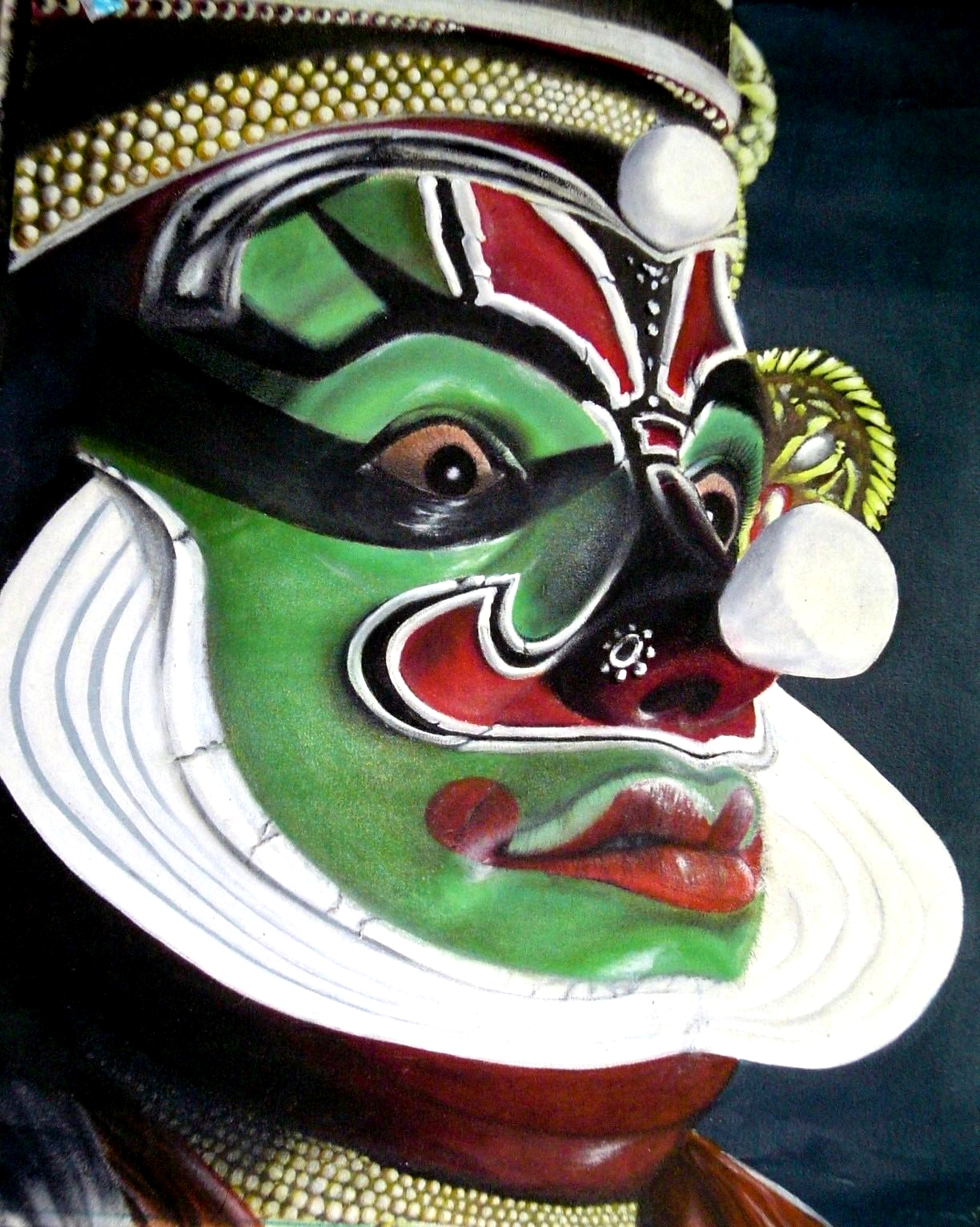
Kathakali-make-up is een vorm van bodyart

Bodyart, lichaamskunst, lichaamsversiering, is een vorm van kunst waarbij het menselijk lichaam een centrale rol speelt. 

## Verschillende vormen van bodyart
De meest algemene vormen van bodyart zijn bodypainting, tatoeages en piercings. Andere vormen bestaan uit het opzettelijk aanbrengen van littekens (Engels:scarification), brandmerken en uit vervormingen door middel van een korset, een implantaat of het snijden van gaten in het lichaam met een scalpel (Engels:scalpelling). De term body modification wordt vooral voor de meer permanente vormen van body art gebruikt.
Binnen de beeldende kunst ontstond de term "body art" in de jaren 70 als omschrijving van een stroming die voortkwam uit de conceptuele kunst en de performance. Het is een kunstvorm waarbij het eigen lichaam van de kunstenaar het primaire medium is waarmee het menselijke bestaan aan een kritisch onderzoek onderworpen wordt of van commentaar voorzien.
Een van de aspecten van deze lichaamskunst is dat het eigen lichaam van de kunstenaar op narcistisch-exhibitionistische, soms zelfs masochistische wijze tot 'beeldend materiaal' wordt uitgeroepen. Vaak hebben deze zogenoemde bodyart-performances iets weg van godsdienstige oefeningen of openbare terechtstellingen, waarin de performer boeteprediker en flagellant, beul en veroordeelde tegelijk is.
De kunstenaars zochten de fysieke grenzen op. Bijvoorbeeld Marina Abramovic danste tot zij van uitputting in elkaar zakte. Dennis Oppenheim ging naakt in de zon liggen met een boek op zijn buik, totdat hij geheel verbrand was.
Een grensvorm van bodyart kan gezien worden in de geprepareerde en geplastineerde lichaamsdelen van overledenen, zoals deze tot half april 2007 te zien waren in de reizende tentoonstelling Bodies: The Exhibition in de Beurs van Berlage te Amsterdam.
De discussie over dit soort thema's, die het terrein van de beeldende kunst eigenlijk te buiten gaan, blijft actueel met nieuwe mogelijkheden voor implantaten, robotachtige protheses en het creëren van cyborgs.
Een andere invalshoek bestaat uit het nadruk leggen op 'de afwezigheid van het lichaam'; men creëert bijvoorbeeld kunstmatige lichamen, avatars, in de kunstmatige wereld van Second Life.

## Regulering

### Nederland
Artikel 24 van de Warenwet bepaalt dat een tatoeage of piercing, anders dan een piercing in een oorlel, niet mag worden aangebracht bij een kind jonger dan 16 jaar. Bij een kind van 12 t/m 15 jaar mag een tatoeage en een piercing met bepaalde uitzonderingen wel als het kind bij het aanbrengen van de tatoeage of piercing wordt vergezeld van zijn wettige vertegenwoordiger in burgerlijke zaken.
Het Warenwetbesluit tatoeëren en piercen bepaalt dat de genoemde uitzonderingen zijn een tepelpiercing bij meisjes, een genitale piercing, en een tatoeage op hoofd, hals, polsen of handen. In deze gevallen moet het kind dus minstens 16 jaar zijn.

## Voorbeelden van bodyart-kunstenaars
- Vito Acconci
- Chris Burden
- Jürgen Klauke
- Orlan
- Timm Ulrichs
- Danny Devos

Weense Aktionisten
- Günter Brus
- Otto Muehl
- Hermann Nitsch
- Rudolf Schwartzkogler

## Afbeeldingen

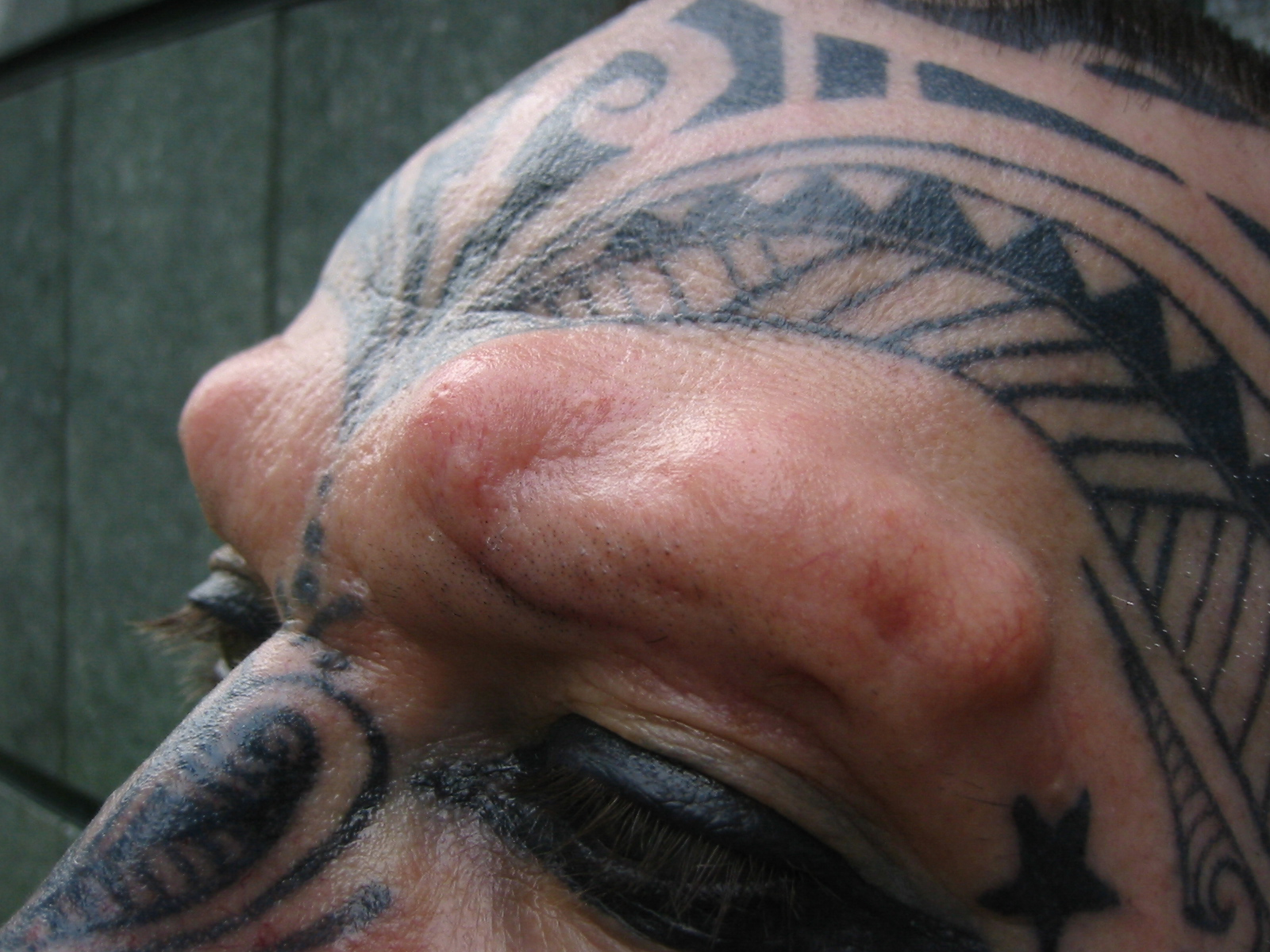
Mannengezicht met tatoeages en implantaten
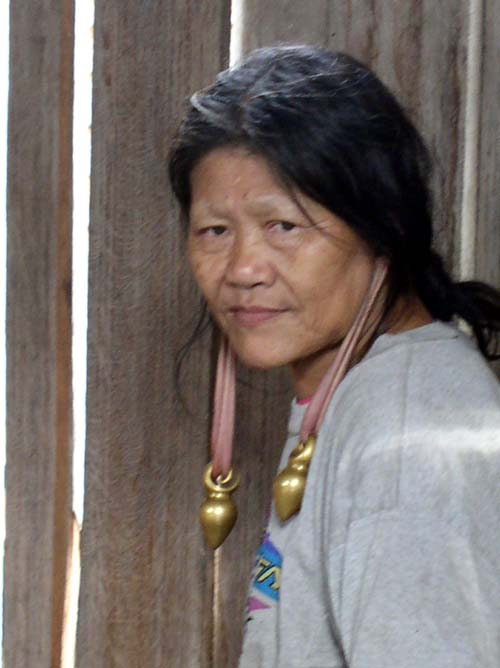
Een Penanvrouw met verlengde oorlellen
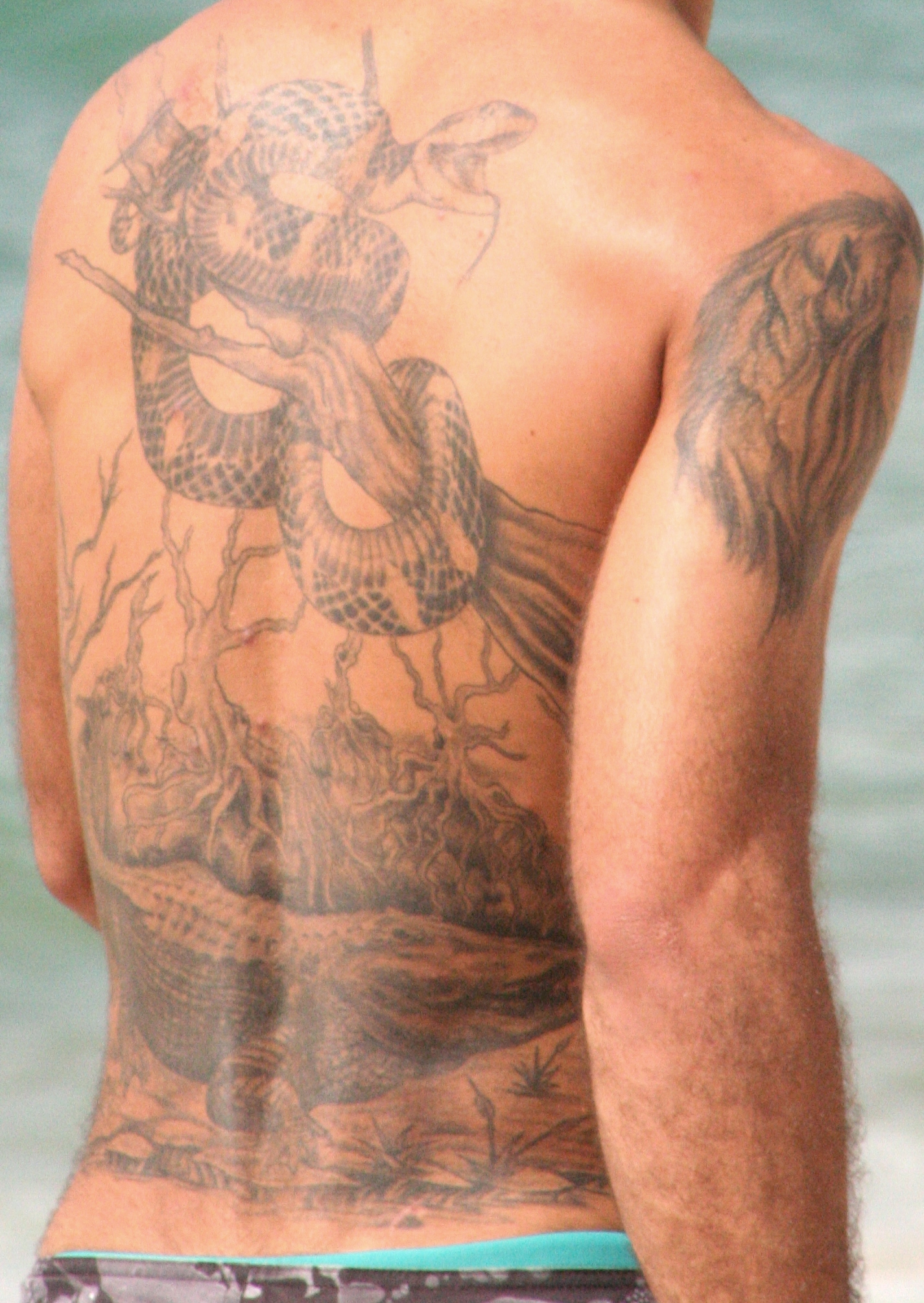
Getatoeëerde rug